# Charles Textor
Pour les articles homonymes, voir Textor.
Charles Textor, né à Lyon le 30 août 1835 et mort dans la même ville le 29 septembre 1905, est un sculpteur français, essentiellement actif à Lyon.

## Biographie
Charles Textor est né à Lyon le 30 août 1835,.
Il est l'élève de Jean-Baptiste Danguin et Jean-Joseph Perraud. Il entre à l'École des beaux-arts de Lyon en 1853. 
En 1856 il obtient la médaille d'or de sculpture dans la classe de Joseph-Hugues Fabisch.
Il devient ensuite chef des travaux puis professeur à l'école de La Martinière où il a été élève.
Charles Textor participe à de nombreux concours, notamment celui du Monument de la Défense à la Porte de Paris, puis à Lyon, au concours des Célestins en 1876. Il n'en remporte qu'un seul : celui du Monument à Ampère.
Résidant en 1886 rue d'Annonay à Saint-Étienne, il est actif dans sa ville natale où il réalise plusieurs monuments dont le Monument à Ampère (1888) érigé sur la place Ampère, et le buste de Joséphin Soulary.
Il cofonde en 1873 la Société de géographie de Lyon, puis devient membre en 1876 de la Société d'économie politique de Lyon.
Charles Textor meurt dans le 4e arrondissement de Lyon le 29 septembre 1905,.

## Œuvres
Charles Textor réalise en bronze le Monument à Ampère, mathématicien et physicien lyonnais, érigé sur la place Ampère à Lyon en 1888. Ce monument a été réalisé en collaboration avec l'architecte lyonnais Joseph Dubuisson,. Le 8 mars 1944, les autorités allemandes décident de démonter la statue de son piédestal afin de l'envoyer à la fonte, elle est ainsi provisoirement entreposée dans une maison de métaux de Lyon. Le 18 février 1945 à 15 heures, la statue est réinstallée et inaugurée à nouveau par le maire Justin Godart en présence des membres de la société des amis d'Ampère, ainsi que de nombreux habitants. Le musée des beaux-arts de Lyon en conserve plusieurs de ses esquisses.
Il sculpte la statue de la Vierge du monument élevé à l'emplacement de l'ancienne chapelle Notre-Dame de Populo dans la commune de Vieu en 1862.
Il réalise le buste en marbre de Joséphin Soulary (1867, musée des beaux-arts de Lyon), exposé au Salon de Paris en 1868. Ce fut son unique participation à cette institution. L'œuvre entre au musée des beaux-arts de Lyon par don en 1896. 
En 1871, il sculpte le buste de la tombe d'Augustin Thierrat, peintre lyonnais, au cimetière de Loyasse.  
Il réalise la statue de Saint-Sébastien autrefois placée dans le clos de la madone de Mardore et aujourd'hui conservé dans l'église Saint-Laurent de Thizy-les-Bourgs.
Il réalise le Monument aux Grands Hommes de la Martinière (1911), achevé après sa mort. Les bustes en bronze furent envoyés à la fonte sous le régime de Vichy, puis restitués à l’identique en 1959. C'est un monument dédié aux fondateurs et précurseurs de cette institution lyonnaise : Claude Martin, Charles-Henri Tabareau, Gaspard Alphonse Dupasquier et Louis Gaspard Dupasquier. Les bustes de ces quatre personnalités occupent chacune des quatre faces du monument, orné de quelques bas-reliefs.
Il réalise en 1874 deux bustes en marbre conservés dans la galerie des bustes lyonnais, au musée des beaux-arts de Lyon : celui d'Antoine Berjon, peintre de fleurs, et celui de Jean-Claude Fulchiron, littérateur.
Charles Textor sculpte le Lion accroupi et blessé qui décore le Monument des enfants du Rhône en 1887.
Il a par ailleurs réalisé des médaillons, comme ceux représentant le graveur Gérard Audran et le peintre Antoine Berjon pour la façade du musée des beaux-arts de Lyon.

Œuvres de Charles Textor
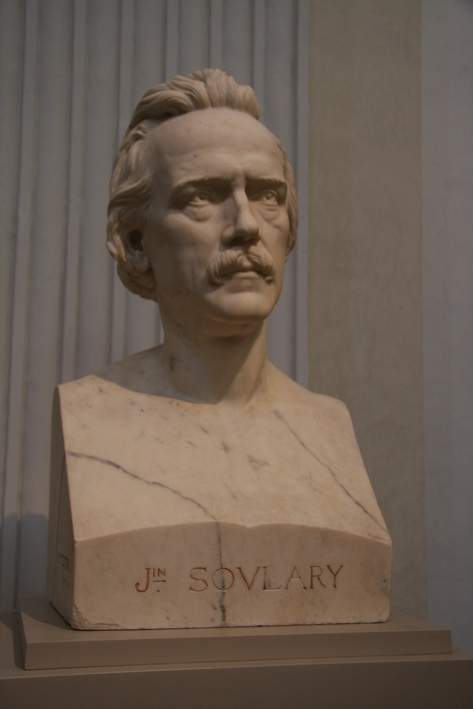
Joséphin Soulary (1867), buste en marbre, musée des beaux-arts de Lyon.
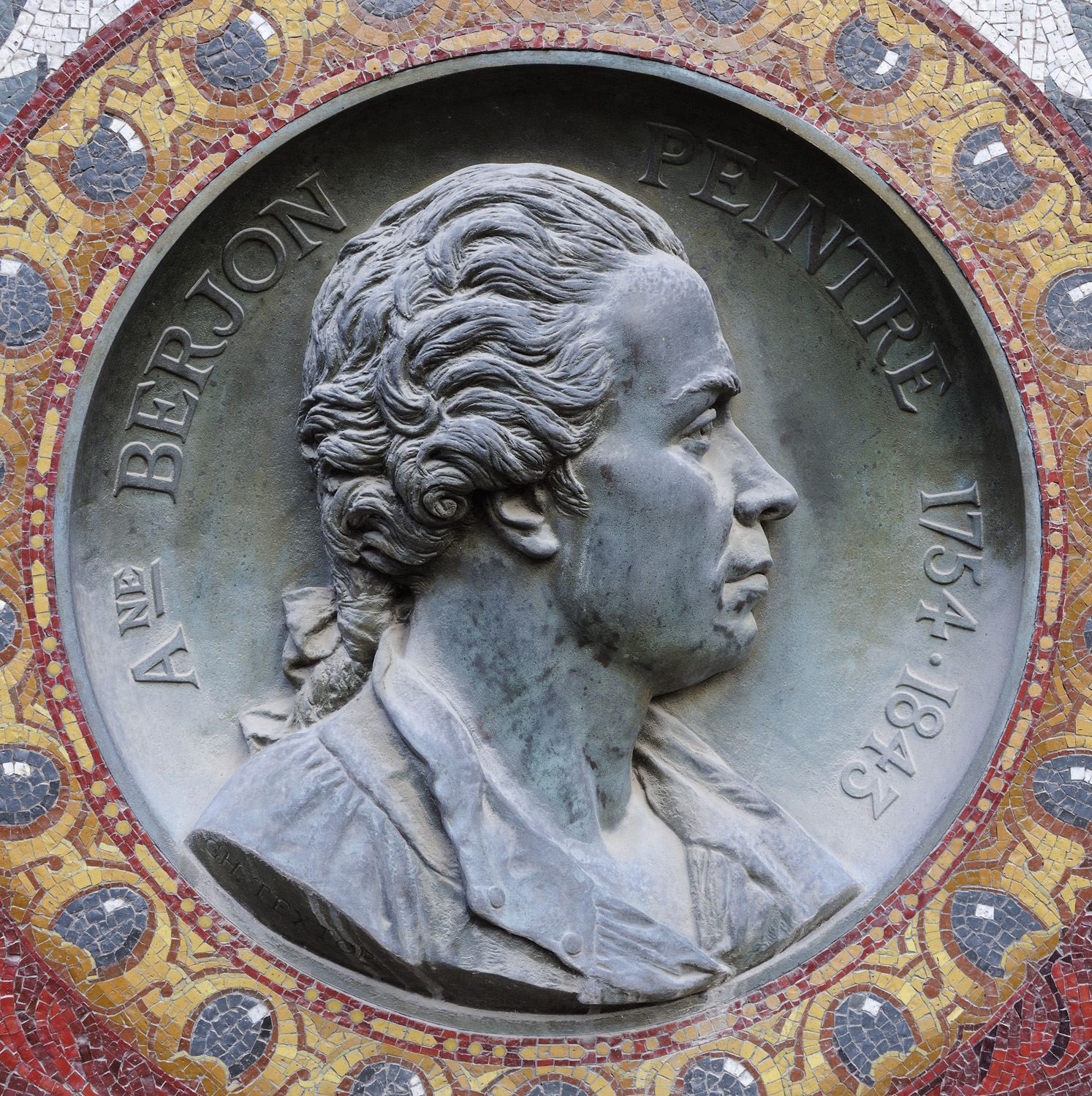
Antoine Berjon, bronze, façade du musée des beaux-arts de Lyon.
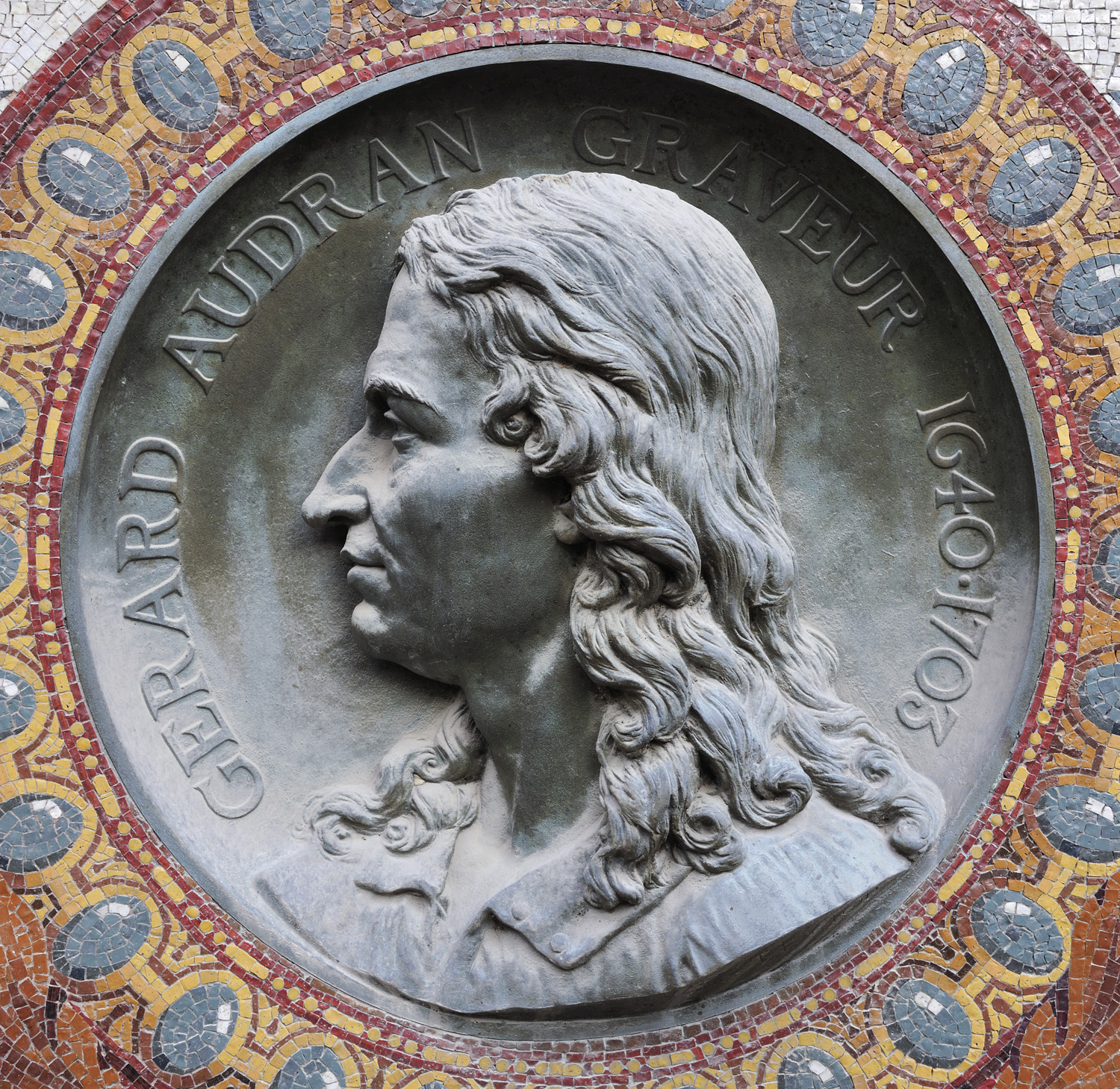
Gérard Audran,  bronze, façade du musée des beaux-arts de Lyon.
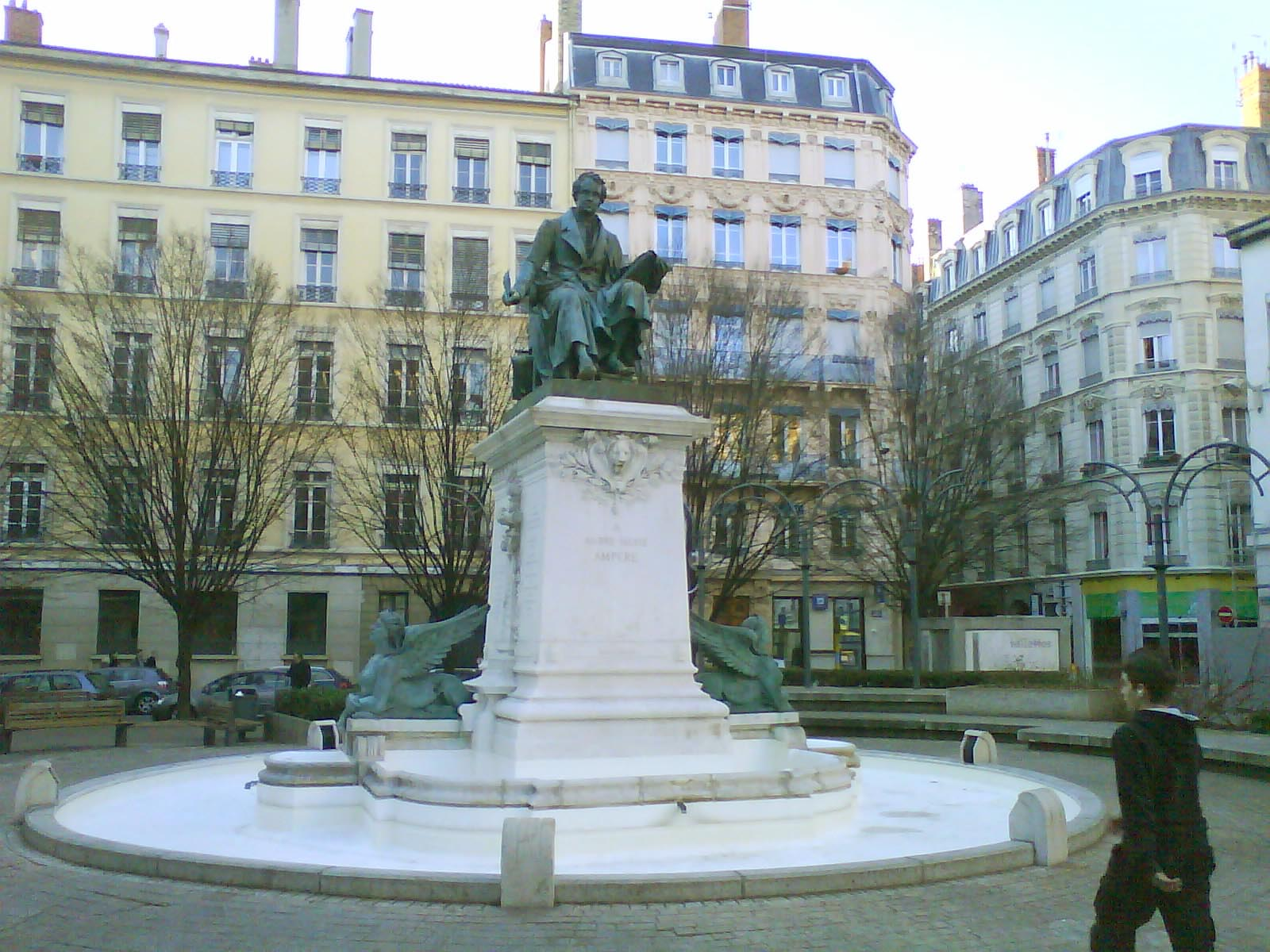
Monument à Ampère (1888), Lyon, place Ampère.
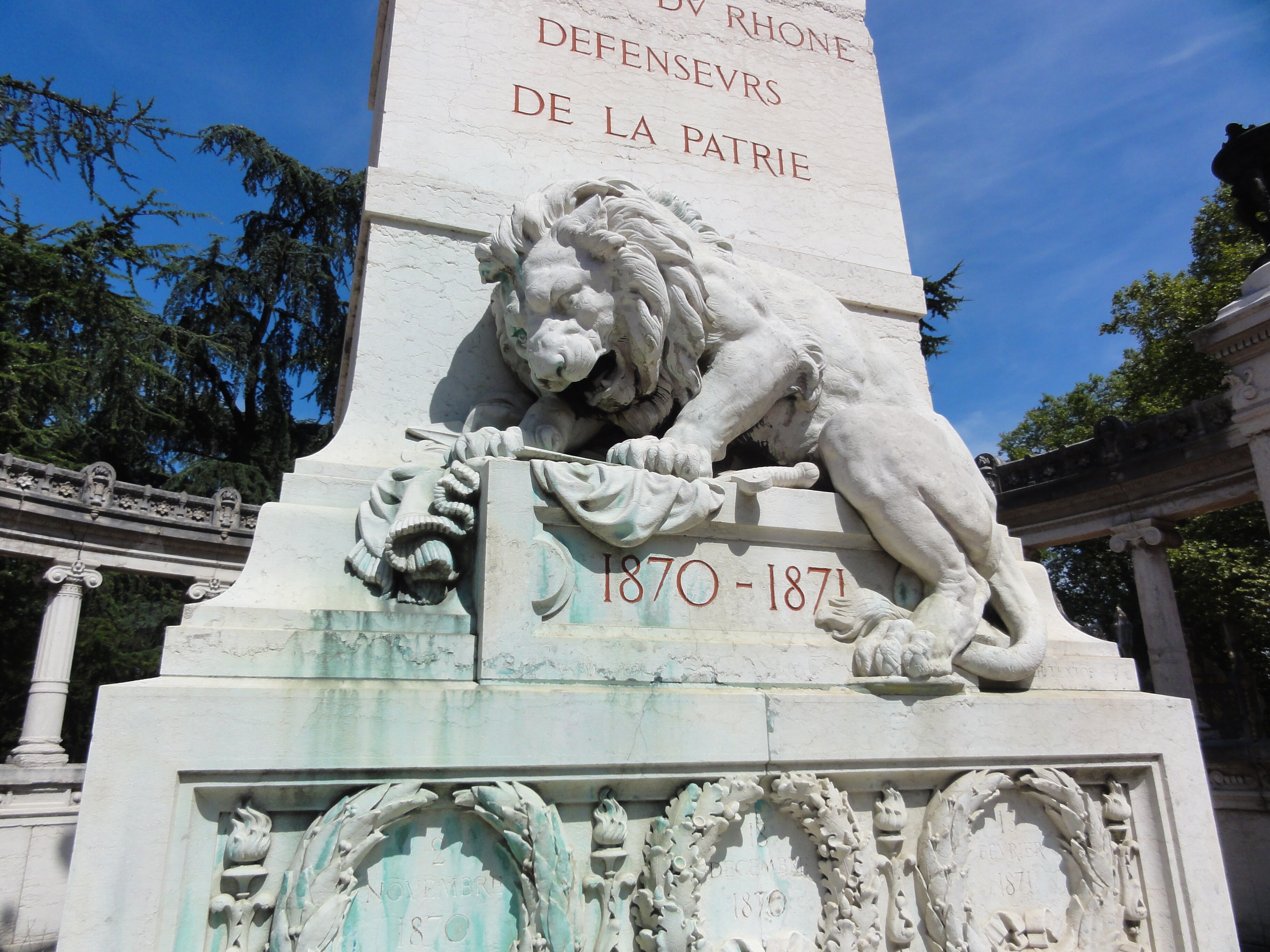
Monument des enfants du Rhône (1888), détail du lion accroupi et blessé sculpté par Textor, Lyon, place du Général-Leclerc.
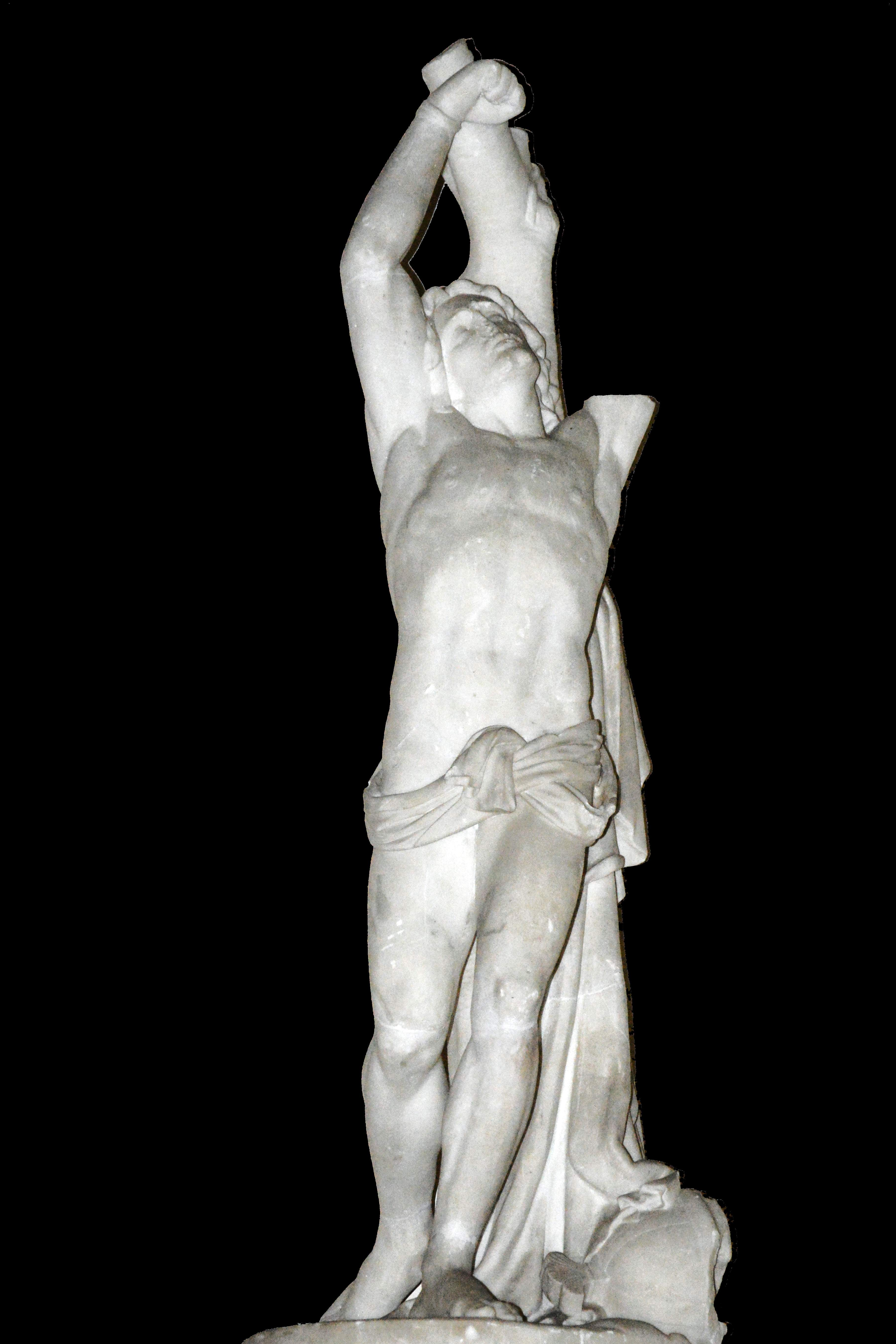
Saint-Sébastien, Thizy-les-Bourgs, église de Mardore.

### Œuvres présentées aux Salons lyonnais[4]
- 1861 : Saint Sebastien, marbre
- 1863 : Notre-Dame de Populo, esquisse.
- 1864 : Vierge Immaculée.
- 1869 : Buste de feu Tabareau, terre cuite.
- 1872 : Buste de Jean-Claude Fulchiron, buste en marbre.
- 1872 : En avant France!, esquisse, groupe de terre cuite.
- 1872 : Gallia rediviva, esquisse de terre cuite.
- 1874 : Buste de C. Clerget, terre cuite.
- 1874 : Tombe de Louis-Gaspard Dupasquier, dessin.
- 1881 : Portrait de l'abbé Noirot, buste de terre cuite.
- 1882 : Portrait de Lucien Duc, médaillon en bronze.
- 1891 : Portrait de M. Carnot, président de la République.
- 1894 : Portrait du père Rollion.
- 1895 : Falconnet, ancien Maire de Lyon, médaillon.
- 1900 : Bernard de Jussieu.